# Guinée-Bissau aux Jeux olympiques d'été de 2012
La Guinée-Bissau participe aux Jeux olympiques d'été de 2012 à Londres au Royaume-Uni du 27 juillet au 12 août 2012. Il s'agit de sa 5e participation à des Jeux d'été.

## Athlétisme
Légende
- Note : le rang attribué pour les courses correspond au classement de l'athlète dans sa série uniquement.
- Q = Qualifié pour le tour suivant
- q = Qualifié au temps pour le tour suivant (pour les courses) ou qualifié sans avoir atteint les minimas requis (lors des concours)
- NR = Record national
- N/A = Tour non-disputé pour cette épreuve

Hommes
| Athlète         | Épreuve    | Séries   | Séries | Quarts de finale | Quarts de finale | Demi-finales | Demi-finales | Finale   | Finale |
| Athlète         | Épreuve    | Résultat | Rang   | Résultat         | Rang             | Résultat     | Rang         | Résultat | Rang   |
| --------------- | ---------- | -------- | ------ | ---------------- | ---------------- | ------------ | ------------ | -------- | ------ |
| Holder da Silva | 100 mètres | 10.69    | 8e     | 10.71            | 28e              | NC           | NC           | NC       | NC     |

Femmes
| Athlète          | Épreuve    | Séries   | Séries | Demi-finales | Demi-finales | Finale       | Finale       |
| Athlète          | Épreuve    | Résultat | Rang   | Résultat     | Rang         | Résultat     | Rang         |
| ---------------- | ---------- | -------- | ------ | ------------ | ------------ | ------------ | ------------ |
| Graciela Martins | 400 mètres | 58 s 30  | 6      | Non qualifié | Non qualifié | Non qualifié | Non qualifié |

## Lutte
La Guinée-Bissau a obtenu deux places.
| PO | Décision aux points – le perdant n'a pas réussi à inscrire des points de technique |
| PP | Décision aux points – le perdant a réussi à inscrire des points de technique       |
| VT | Victoire par tombé                                                                 |

Lutte libre hommes
| Athlète        | Épreuve        | Qualification          | 8e de finale              | Quart de finale     | Demi-finale         | Repêchage 1         | Repêchage 2         | Finale              | Finale |
| Athlète        | Épreuve        | Adversaire Résultat    | Adversaire Résultat       | Adversaire Résultat | Adversaire Résultat | Adversaire Résultat | Adversaire Résultat | Adversaire Résultat | Rang   |
| -------------- | -------------- | ---------------------- | ------------------------- | ------------------- | ------------------- | ------------------- | ------------------- | ------------------- | ------ |
| Augusto Midana | Moins de 74 kg | Ricardo Roberty 3–1 PP | Davit Khutsishvili 1–3 PP | NC                  | NC                  | NC                  | NC                  | NC                  | 8e     |

Lutte libre femmes
| Athlète         | Épreuve        | Qualification          | 8e de finale        | Quart de finale     | Demi-finale         | Repêchage 1         | Repêchage 2         | Finale              | Finale |
| Athlète         | Épreuve        | Adversaire Résultat    | Adversaire Résultat | Adversaire Résultat | Adversaire Résultat | Adversaire Résultat | Adversaire Résultat | Adversaire Résultat | Rang   |
| --------------- | -------------- | ---------------------- | ------------------- | ------------------- | ------------------- | ------------------- | ------------------- | ------------------- | ------ |
| Jacira Mendonça | Moins de 63 kg | Marianna Sastin 0–3 PO | NC                  | NC                  | NC                  | NC                  | NC                  | NC                  | 17e    |